# Пероннский договор (1641)
Перо́ннский договор (фр. Traité de Péronne) — договор о переходе княжества Монако под протекторат Франции. Подписан в Перонне 14 сентября 1641 года королём Франции Людовиком XIII и князем Монако Оноре II Гримальди.

## Предыстория
С 1524 года Монако находилось под протекторатом Испании. В 1605 году в монакской крепости был расквартирован испанский гарнизон, содержание которого целиком легло на плечи местных жителей и привело финансы княжества в расстройство. В условиях начавшейся в Европе Тридцатилетней войны, с её острым французско-испанским противоборством, правитель Монако Оноре II (с 1612 первым в династии принял титул князя) начал искать сближения с Францией. Переговоры начались в 1630 году. Их поддержал Ришельё. Во Франции поддержку князю также оказали его двоюродный брат Жан-Анри из антибской ветви Гримальди и губернатор Прованса Николя де л'Оспиталь де Витри.

## Условия соглашения
Договор состоял из 14 статей. Король Франции объявлялся защитником князя, его семьи, привилегий и имущества и обязался выплачивать ему ежегодное содержание в 75 тысяч ливров. Статья шесть договора предусматривала, что князь являлся свободным и суверенным владетелем Монако, Ментона и Рокебрюна. В Монако предусматривалось размещение постоянного французского гарнизона в 500 человек с финансированием из королевской казны. Командование над ним должен был осуществлять сам князь, а в его отсутствие назначаемый королём лейтенант (наместник). 
Через несколько месяцев после подписания договора Оноре вооружил своих подданных и изгнал испанских солдат. В 1642 он был торжественно принят во Франции. В качестве компенсации за свои неаполитанские и миланские владения, которые были конфискованы испанцами, он получил герцогство Валентинуа, маркизат Бо с сеньерией Сен-Реми в Провансе и графство Карладез в Оверни.

## Историческое значение
Пероннский договор оставался в силе до 1793 года, когда во время Великой Французской революции Монако было аннексированно Францией. После Венского конгресса в 1815 году княжество было восстановлено в прежних границах под протекторатом Сардинии. В 1861 году Монако вернулось под французский протекторат, но потеряло более 80 % своей территории, уступив Франции города Ментону и Рокебрюн. Ассоциированные отношения между двумя странами сохраняются до настоящего времени. Ссылка на Пероннский договор присутствовала в первой конституции княжества, принятой в 1911 году.